# Idioma wik-ompom
El idioma Wik Ompom (Ambama) es una lengua extinta pama de la Península del Cabo York de Queensland, Australia. Su nombre sugiere que es una de las lenguas wik, pero tipológicamente es distinto.